# بابارود (طارم)
بابارود یک روستا در ایران است که در استان زنجان واقع شده‌است.